# Resnova maxima
Resnova maxima är en sparrisväxtart som beskrevs av Van der Merwe. Resnova maxima ingår i släktet Resnova och familjen sparrisväxter.
Artens utbredningsområde är KwaZulu-Natal. Inga underarter finns listade i Catalogue of Life.